# Invitatorio

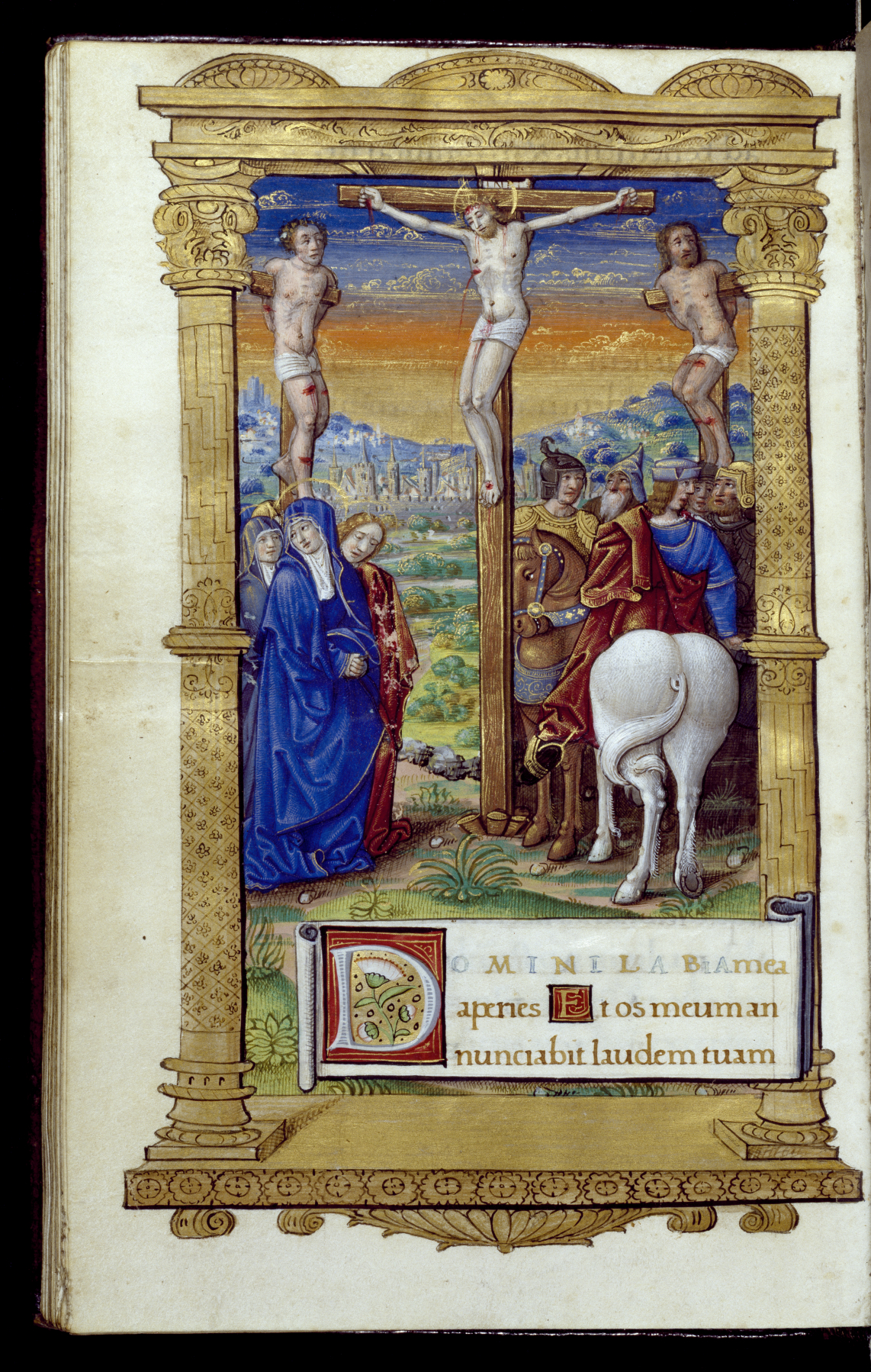
Pagina dal Libro d'Ore di Jean Pichore (1520 circa) con i versi dell'Invitatorio.

L'invitatorio è la preghiera introduttiva della liturgia delle ore. Si premette alla prima ora della giornata ad essere recitata: l'ufficio delle letture o le lodi mattutine; può essere omesso se la prima ora che si recita nella giornata sono le lodi mattutine
È costituito dal versetto Signore, apri le mie labbra con la relativa risposta E la mia bocca proclami la tua lode. Successivamente si recita un'antifona (che varia in base al giorno o al tempo liturgico) che viene intercalata con le strofe di un salmo, chiamato "salmo invitatorio": generalmente è usato il Sal 94, ma in alternativa è possibile utilizzare il 66 o il 99 o il 23. Si passa quindi all'ora successiva, cominciando direttamente dall'inno, omettendo l'introduzione.
Scopo di questa parte della liturgia delle ore è invitare, come dice lo stesso termine, i fedeli ogni giorno a cantare le lodi di Dio e ad ascoltare la sua voce, e infine ad esortarli ad aspettare il “riposo del Signore”.